# Stiepan Wierszkowicz
Stiepan Wierszkowicz, w Polsce używał imienia Stefan (ros. Степан Антонович Вершкович; ur. 16 lipca?/29 lipca 1900 we wsi Sielce, powiat oszmiański, zm. w latach 70. w Ługowej) – radziecki oficer, dowódca 2 Sudeckiej Brygady Pancernej.

## Życiorys
W maju 1919 został powołany do Armii Czerwonej. Brał udział w walkach z wojskami gen. Denikina. W latach 1936–1938 był odkomenderowany do Mongolii, następnie pełnił służbę w Kałudze, Zabajkalskim i Moskiewskim Okręgu Wojskowym.
Po napaści Niemiec na Związek Radziecki brał udział w walkach obronnych, został za nie odznaczony Orderem Czerwonego Sztandaru. Dowodził radzieckim 34 pułkiem pancernym, 19 pułkiem pancernym i 9 Gwardyjską Brygadą Pancerną.
W listopadzie 1944, w stopniu pułkownika, został wyznaczony na stanowisko dowódcy 2 Brygady Pancernej w składzie 1 Korpusu Pancernego Wojska Polskiego. Brygada uczestniczyła w walkach na kierunku Budziszyn i Drezno, zdobyła miasto Niska, wyszła nad Szprewę. Za dowodzenie w tych walkach został odznaczony Orderem Kutuzowa II stopnia, Orderem Krzyża Grunwaldu III klasy i Krzyżem Komandorskim Orderu Odrodzenia Polski.
W sierpniu 1945 został szefem sztabu zarządu Dowódcy Wojsk Pancernych i Zmechanizowanych Wojska Polskiego. Od grudnia tegoż roku pozostawał w dyspozycji Zarządu Kadr Dowódcy Wojsk Pancernych i Zmechanizowanych Wojsk Lądowych. W maju 1946 wyznaczony na stanowisko starszego oficera 5 Wydziału Zarządu Operacyjnego Głównego Sztabu Wojsk Lądowych.
W czerwcu 1953 został zwolniony do rezerwy.